# Pablo Miranda
Pablo Miranda es un exfutbolista argentino que jugaba en la posición de delantero. Su último equipo como futbolista fue el Club Atlético Villa San Carlos equipos que compite en la Primera B Metropolitana, tercera división del fútbol argentino para los clubes directamente afiliados a la Asociación del Fútbol Argentino.
Actualmente es el director técnico interino del club de Berisso.

## Trayectoria
Miranda debutó profesional en Villa San Carlos en el año 2002. En el club de Berisso jugó desde pequeño hasta el año 2010 en donde daría un salto grande y sería transferido a Godoy Cruz. En el club mendocino jugaría por dos años, como no era muy tenido en cuenta. En 2012 pasó a Olimpo en donde jugaría por una temporada. Al año siguiente pasaría a jugar al debutante en la Primera B Nacional, Brown de Adrogué. Después de tener altibajos en ambos equipos sería repatriado al club que lo vio nacer, Villa San Carlos desde agosto hasta diciembre del 2014.
En enero de 2015 el Club Atlético Platense sería quien adquiera al jugador como agente libre para disputar la nueva temporada.

## Clubes como jugador
| Club                       | País      | Año         |
| -------------------------- | --------- | ----------- |
| Villa San Carlos           | Argentina | 2001 - 2010 |
| Godoy Cruz                 | Argentina | 2010 - 2012 |
| Olimpo                     | Argentina | 2012 - 2013 |
| Brown de Adrogué           | Argentina | 2013 - 2014 |
| Villa San Carlos           | Argentina | 2014        |
| Platense                   | Argentina | 2015        |
| Villa San Carlos           | Argentina | 2016-2017   |
| Defensores de Belgrano     | Argentina | 2017-2018   |
| Club Sportivo Desamparados | Argentina | 2019        |
| Villa San Carlos           | Argentina | 2019-2024   |